# Iwona Zaborowska-Baer

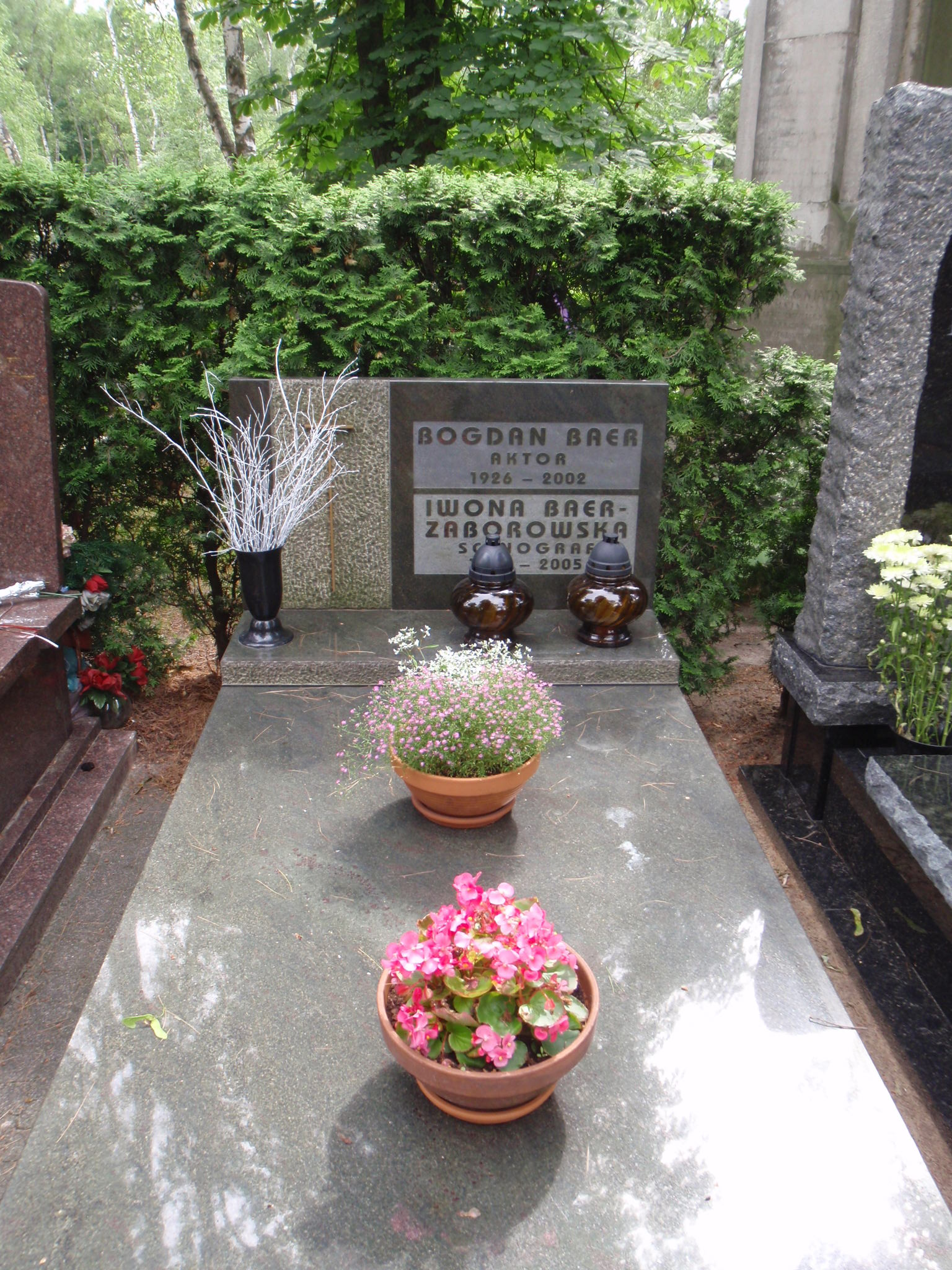
Grób Iwony Zaborowskiej-Baer na Cmentarzu Wojskowym na Powązkach w Warszawie

Iwona Zaborowska-Baer (ur. 10 marca 1928 w Płocku, zm. 28 grudnia 2005 w Warszawie) – scenograf teatralny, malarka.

## Życiorys
Ukończyła studia na Wydziale Plastyki Przestrzennej Państwowej Wyższej Szkoły Sztuk Plastycznych w Łodzi.
Jako scenograf zadebiutowała w 1954 w Teatrze Nowym w Łodzi. W latach 1971–1999 współpracowała m.in. z: Teatrem im. Siemaszkowej w Rzeszowie, Teatrem Powszechnym i Teatrem Muzycznym w Łodzi, Teatrem Ziemi Mazowieckiej, Teatrem Ochoty i Teatrem Polskim w Warszawie.
W roku 2000 odznaczona Krzyżem Kawalerskim Orderu Odrodzenia Polski.
Została pochowana na Cmentarzu Wojskowym na Powązkach w Warszawie (kwatera A 3 Tuje rz. 3 m. 10).

## Scenografia wTeatrze Telewizji
- 7 lipca 1969 – M. Gogol, Rewizor, reż. W. Zatorski
- 1 marca 1974 – B. Wasiljew, Tak tu cicho o zmierzchu, reż. Tadeusz Worontkiewicz
- 13 września 1974 – A. Arbuzów, Stracony syn, reż. T. Worontkiewicz
- 20 kwietnia 1987 – W. Bogusławski, Henryk VI na łowach, reż. Bogdan Baer
- 20 lipca 1987 – A. Fredro, Jestem zabójcą, reż. B. Baer
- 1 kwietnia 1995 – Molier, Lekarz mimo woli, reż. B. Baer

## Scenografia teatralna za granicą
- 1958 – Nowy Sad, Jugosławia
- 1967 – Essen, NRF
- 1967 – Quadrien Scenografii, Praga, Czechosłowacja

## Wystawy indywidualne
- 1968 – Polski Ośrodek ITI w Warszawie
- 1968 – Jeleniogórskie Spotkania Teatralne
- maj-czerwiec 1995 – Galeria Sceny Kameralnej Teatru Polskiego w Warszawie (akwarela)

## Wystawy zbiorowe
- 1962 – Scenografia w XV-lecie PRL, PKiN Warszawa
- 23 września – 6 października 2004 – Uroki lata, Galeria Art. Novum, Warszawa (akwarela)
- 8 grudnia 2004 – 7 stycznia 2005 – Pejzaże z Polski, Biblioteka Polska, Paryż (akwarela)

## Życie prywatne
Była żoną aktora Bogdana Baera, z którym miała dwie córki: etnografa, etnomuzyka i dziennikarkę - Jagnę Knittel i malarkę - Dorotę Baer. Jej rodzicami byli Wincenty Zaborowski (1883-1940) – filolog klasyczny aresztowany w ramach Akcji AB i zamordowany w Mauthausen i Czesława - harcerka, członkini Wojskowej Służby Kobiet AK.

## Wybrane źródła
- Teczka osob. I.Z.-B. [w:] Archiwum ZASP – Dział Dokumentacji Teatralnej Instytutu Teatralnego im. Z. Raszewskiego w Warszawie
- Z. Strzelecki, Kierunki scenografii współczesnej, Warszawa, 1970
- Biogram I.Z.-B [w:] Słownik artystów plastyków okręgu warszawskiego ZPAP: 1945–1970: słownik biograficzny, Warszawa, 1972
- Z. Strzelecki, Polska plastyka teatralna, t. 3, Warszawa, 1963
- Z. Strzelecki, Współczesna scenografia polska, Warszawa, 1984
- M. Dęboróg-Bylczyński, Zaborowscy herbu Rogala. Podlaska szlachta zagrodowa, "Wiadomości Monarchistyczne" 2007, nr 3 s. 7-9.